# Julien Van Roosbroeck
Julien Van Roosbroeck, né le 9 octobre 1935 à Balen (Belgique) et mort le 9 avril 2021 dans la même ville, est un footballeur international belge actif de la fin des années 1950 au début des années 1970. Il est surtout connu pour les huit saisons qu'il joue au KFC Diest, où il occupe le poste d'attaquant.

## Carrière en club
Julien Van Roosbroeck fait ses débuts avec l'équipe première du KFC Diest en 1958. À l'époque, le club évolue en Division 2, où il a été promu un an plus tôt. Devenu rapidement titulaire grâce à ses nombreux buts, il aide le club à se stabiliser en milieu de classement durant deux ans avant de la mener au titre de champion en 1961, terminant également meilleur buteur du championnat. Promu pour la première fois de son histoire en Division 1, le club assure son maintien assez facilement.
Julien Van Roosbroeck et ses coéquipiers vivent une saison 1963-1964 exceptionnelle, terminant à la septième place finale en championnat, une performance qui reste encore aujourd'hui le meilleur résultat du club en championnat. De plus, la Fédération nationale décide de relancer la Coupe de Belgique cette saison-là. Après avoir éliminé notamment le FC Malines, le FC Bruges et le Daring, Diest atteint la finale de la compétition, où le club s'incline face à La Gantoise. Les bonnes prestations du joueur lui permettent d'être appelé une première fois en équipe nationale belge en décembre 1963 mais il doit attendre sa quatrième convocation en avril 1964 pour disputer sa première et unique rencontre internationale.
Après cette bonne saison, le club vit un championnat beaucoup plus difficile la saison suivante et termine dernier, une place synonyme de relégation en deuxième division. Julien Van Roosbroeck reste encore un an au club puis décide de partir pour le Waterschei THOR, un autre pensionnaire de Division 2. Il y joue durant quatre ans, sans parvenir à décrocher la montée en première division. En 1970, il rejoint les rangs du KFC Turnhout, un cercle très ambitieux de Division 2 mais après deux saisons décevantes, Julien Van Roosbroeck décide de mettre un terme à sa carrière de joueur.

## Statistiques
| Saison                | Club                  | Championnat           | Championnat | Championnat | Coupe(s) nationale(s) | Coupe(s) nationale(s) | Total | Total |
| Saison                | Club                  | Division              | M.          | B.          | M.                    | B.                    | M.    | B.    |
| 1958-1959             | KFC Diest             | Division 2            | -           | -           | 0                     | 0                     | 0     | 0     |
| 1959-1960             | KFC Diest             | Division 2            | -           | -           | 0                     | 0                     | 0     | 0     |
| 1960-1961             | KFC Diest             | Division 2            | -           | 39          | 0                     | 0                     | 0     | 39    |
| 1961-1962             | KFC Diest             | Division 1            | 30          | 15          | 0                     | 0                     | 30    | 15    |
| 1962-1963             | KFC Diest             | Division 1            | -           | -           | 0                     | 0                     | 0     | 0     |
| 1963-1964             | KFC Diest             | Division 1            | 28          | 12          | -                     | -                     | 28    | 12    |
| 1964-1965             | KFC Diest             | Division 1            | -           | -           | -                     | -                     | 0     | 0     |
| 1965-1966             | KFC Diest             | Division 2            | -           | -           | -                     | -                     | 0     | 0     |
| Sous-total            | Sous-total            | Sous-total            | 58          | 66          | -                     | -                     | 58    | 66    |
| 1966-1967             | Waterschei THOR       | Division 2            | -           | -           | -                     | -                     | 0     | 0     |
| 1967-1968             | Waterschei THOR       | Division 2            | -           | -           | -                     | -                     | 0     | 0     |
| 1968-1969             | Waterschei THOR       | Division 2            | -           | -           | -                     | -                     | 0     | 0     |
| 1969-1970             | Waterschei THOR       | Division 2            | -           | -           | -                     | -                     | 0     | 0     |
| Sous-total            | Sous-total            | Sous-total            | -           | -           | -                     | -                     | 0     | 0     |
| 1970-1971             | KFC Turnhout          | Division 2            | -           | -           | -                     | -                     | 0     | 0     |
| 1971-1972             | KFC Turnhout          | Division 2            | -           | -           | -                     | -                     | 0     | 0     |
| Sous-total            | Sous-total            | Sous-total            | -           | -           | -                     | -                     | 0     | 0     |
| Total sur la carrière | Total sur la carrière | Total sur la carrière | 58          | 66          | -                     | -                     | 58    | 66    |

### Palmarès
- 1 fois champion de Division 2 en 1961 avec le KFC Diest.
- 1 fois meilleur buteur de Division 2 en 1961 avec le KFC Diest.

## Carrière en équipe nationale
Julien Van Roosbroeck compte quatre convocations en équipe nationale belge mais seulement un match joué. Il est appelé une première fois le 1er décembre 1963 pour disputer une rencontre amicale en Espagne mais il reste les nonante minutes sur le banc des remplaçants. Il ne joue pas non plus lors de ses deux convocations suivantes et doit attendre le 15 avril 1964 pour disputer son premier match avec les « Diables Rouges », un amical en Suisse.
Le tableau ci-dessous reprend toutes les sélections de Julien Van Roosbroeck. Les matches qu'il ne joue pas sont indiqués en italique. Le score de la Belgique est toujours indiqué en gras.
| Date       | Compétition  | Adversaire | Lieu    | Score | Remarque |
| ---------- | ------------ | ---------- | ------- | ----- | -------- |
| 01/12/1963 | Match amical | Espagne    | Valence | 1-2   |          |
| 25/12/1963 | Match amical | France     | Paris   | 1-2   |          |
| 22/03/1964 | Match amical | Pays-Bas   | Anvers  | 0-0   |          |
| 15/04/1964 | Match amical | Suisse     | Genève  | 2-0   |          |